# Johanna Hedén

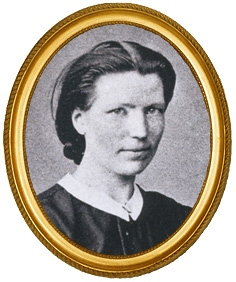
Johanna Hedén, 1886

Johanna Maria Hedén, geborene Johanna Maria Bovall (* 21. Juli 1837 in Norrbyå, Örebro län, Schweden; † 10. Dezember 1912 in Örebro, Schweden) war eine schwedische Hebamme, Apothekerin und Feldscherin.  Sie legte 1863 als erste Frau in Schweden die Feldchirurgenprüfung ab und war damit die erste Frau in Schweden, die als Chirurgin ausgebildet wurde. Sie gründete 1885 den schwedischen Verband der Hebammen Svenska Barnmorskeförbundet.

## Leben und Werk

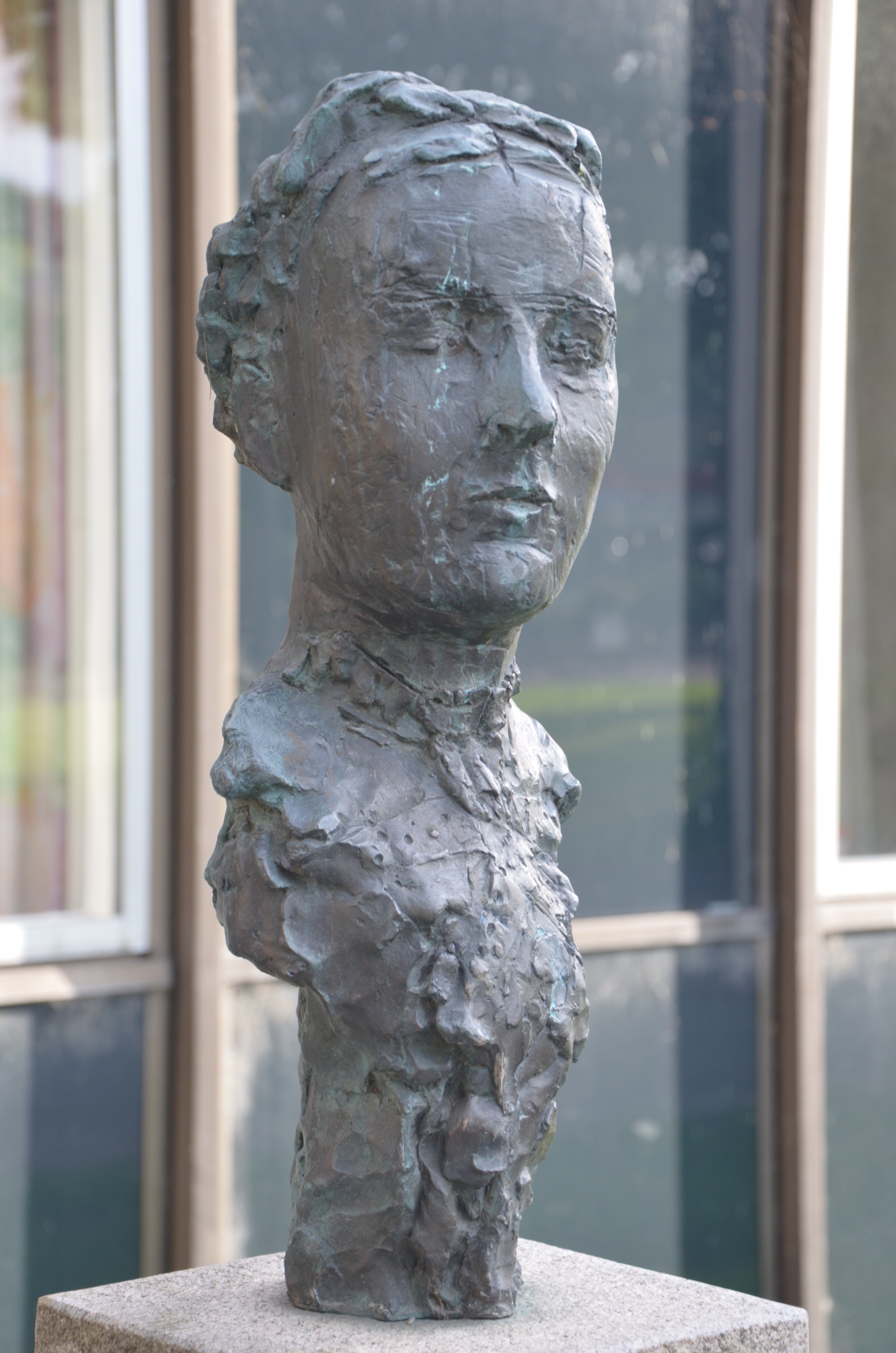
Von Inga-Louise Lindgren gestaltete Bronzestatue von Johanna Hedén am Östra sjukhuset in Göteborg

Hedén war eines von neun Kindern von Hjalmar Heden und Anna-Stina Häkansson, die bei einer späteren Entbindung starb. Sie wuchs in der Gemeinde Norrbyås in Närke auf.  Da ihr Vater den Schulbesuch für keine geeignete Beschäftigung für ein Mädchen hielt, lernte sie eigenständig Lesen und Schreiben. Im Alter von 13 Jahren arbeitete sie in Stockholm als Dienstmädchen bei einer Witwe, die ihren ältesten Bruder und Vormund überredete, dass Hedén eine Ausbildung zur Hebamme machte, die damals einzige Ausbildung für Frauen.
Nach neunmonatiger Grundausbildung und einem Monat praktischer Hebammentätigkeit legte Hedén ihr Examen ab und erhielt im Januar 1858 als beste Schülerin den Preis einer beschrifteten Pinzette. Auf Empfehlung von ihrem Lehrer, Professor Fredrik August Cederskjöld, wurde sie bei der Gemeinde Kal und der Kupferhütte Carlberg in Huså in Jämtland, angestellt, musste aber alle notwendigen Instrumente selber bezahlen. Ihr Tätigkeitsgebiet umfasste 27 Quadratmeilen, die größtenteils straßenlos waren und die sie mit der Kutsche, zu Pferd, zu Fuß, mit dem Boot oder mit dem Schlitten erreichte.  Auf dem Gut Huså verkehrte sie mit Menschen aus einer höheren sozialen Schicht, was für Hebammen zu dieser Zeit ziemlich ungewöhnlich war, da diese einen relativ niedrigen sozialen Status hatten.
Sie war die einzige medizinisch ausgebildete Person in Huså, führte die örtliche Apotheke und wurde auch bei Grubenunfällen zu Hilfe gerufen.  Daher bildete sie sich als Feldchirurgin weiter und legte 1863 als erste Frau in Schweden die Feldchirurgenprüfung ab. Sie kehrte danach in die Bergbaugemeinde zurück, wo jedoch durch die schwedische Hungersnot 1867 die Kupferhütte geschlossen wurde, woraufhin sie nach Stockholm zurückkehrte.
Dort wurde ihr geraten, nach Göteborg zu gehen, wo eine Betreuerin für die Kinderabteilung des Sahlgren-Krankenhauses sowie eine Hebammenausbilderin benötigt würden. Sie begann ihre Tätigkeit dort im Dezember 1867. Um die medizinischen Texte lesen zu können und sich über die neuesten Entwicklungen im Hebammenwesen auf dem Laufenden zu halten, lernte sie die englische und deutsche Sprache.
1877 heiratete sie den verwitweten Schullehrer Peter Hedén und hörte auf zu arbeiten. 1878 bekam sie eine Tochter, die im Alter von knapp 11 Monaten an einer Darminfektion starb. 1880 starb ihr Mann und da ihre Witwenrente sehr gering war, begann sie als private Hebamme in Göteborg zu arbeiten.

## Gründerin des Verbandes der Hebammen
Sie trat in den Fredrika-Bremer-Förbundet ein und widmete den Rest ihres Lebens der Verbesserung der Bedingungen für Hebammen. 1884 schrieb sie einen langen Artikel, der sowohl in Dagens Nyheter als auch in Göteborgs Handels- och Sjöfarts-Tidning veröffentlicht wurde, der die historischen Hintergründe des Hebammenwesens darlegte und die schlechten Bedingungen für Hebammen und werdende Mütter zusammenfasste. Im April 1885 gründete sie in Göteborg den ersten schwedischen Hebammenverband und damit Schwedens ersten Frauenberufsverband. Sie wurde Vorsitzende des Verbandes und berief im Juli 1886 alle schwedischen Hebammen zu einer Hauptversammlung nach Stockholm. 191 Hebammen aus ganz Schweden nahmen daran teil und der neue Verband Svenska Barnmorskeförbundet wurde gegründet. Sie drängte, dass der Verein 1888 die Fachzeitschrift Jordemodern herausbracht, die noch heute veröffentlicht wird. Jordemother veröffentlichte seine erste Ausgabe im Jahr 1888. Hedén schrieb häufig für die Zeitschrift und wurde besonders bekannt für ihre Artikel in der Kolumne mit dem Titel Storkbreven – småprat i bref till Syster Stork. Der Svenska Barnmorskeförbundet  kämpfte in seinen Anfangsjahren für eine Renten- und Krankenversicherung und längere Ausbildungszeiten der Hebammen sowie für die Aufwertung des Berufs und die Verbesserung der Mutterschaftsfürsorge.
1892 zog Hedén nach Örebro, wo sie zusammen mit Klara Norberg auf einem gemeinsamen Bauernhof lebte. Sie sammelte Sachbücher in mehreren Sprachen und erstellte mehrere historische Übersichten. Ihr einzigartiges, in 30 Jahren Arbeit gesammeltes Material wurde 1893 bei einem Brand zerstört.
Hedén starb 1912 und ist in Örebro begraben. Ihr Grab ist durch einen Grabstein gekennzeichnet, der von dem Svenska Barnmorskeförbundet aufgestellt wurde.

## Ehrungen
- In Göteborg ist eine Straße nach ihr benannt: Johanna Bovalls gata.
- Vor dem Östra-Krankenhaus in Göteborg steht eine Statue von Johanna Hedén.